# Quercus costaricensis
Quercus costaricensis är en bokväxtart som beskrevs av Frederik Michael Liebmann. Quercus costaricensis ingår i släktet ekar, och familjen bokväxter. IUCN kategoriserar arten globalt som sårbar.
Artens utbredningsområde är Costa Rica. Inga underarter finns listade.

## Bildgalleri

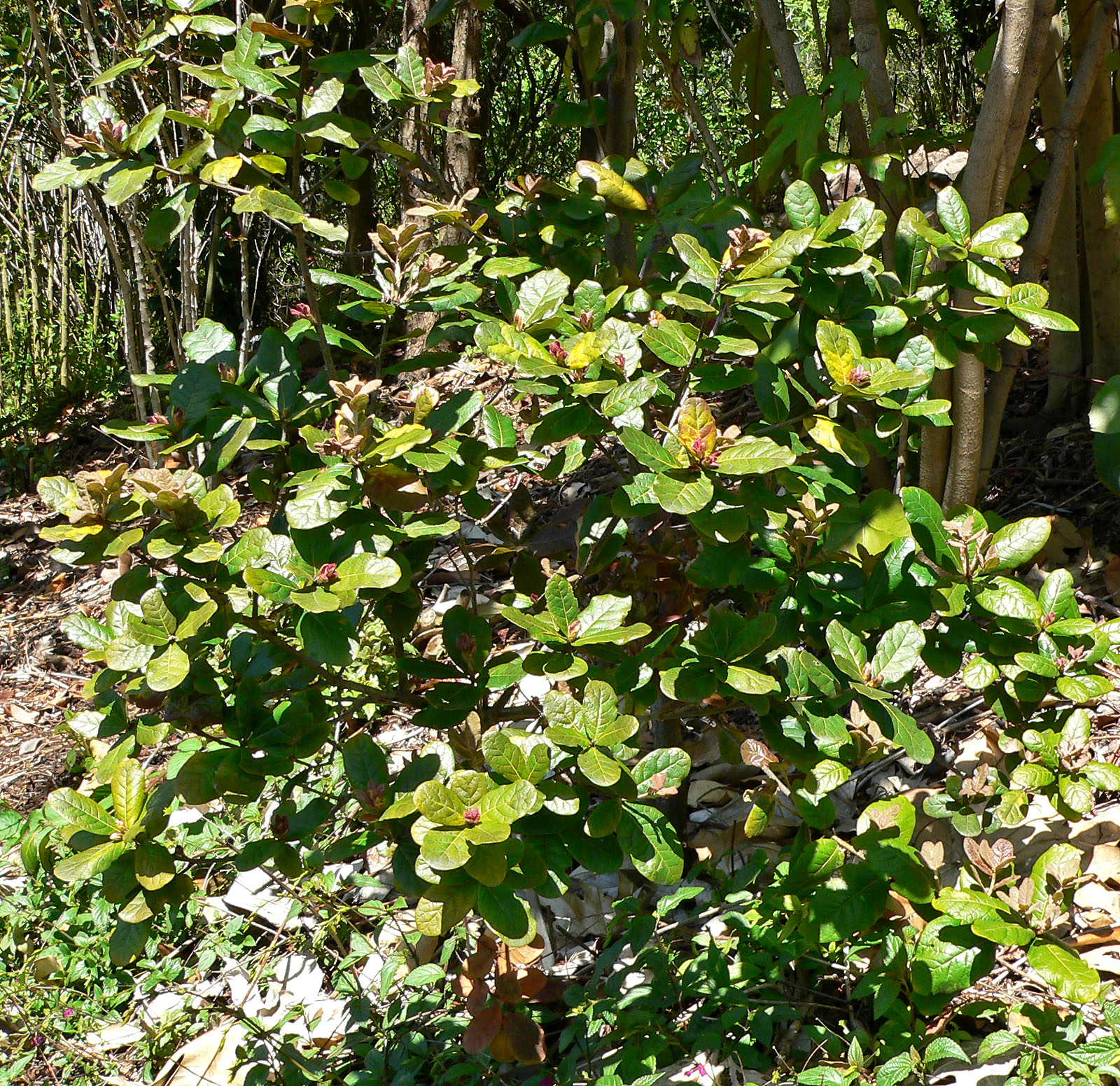
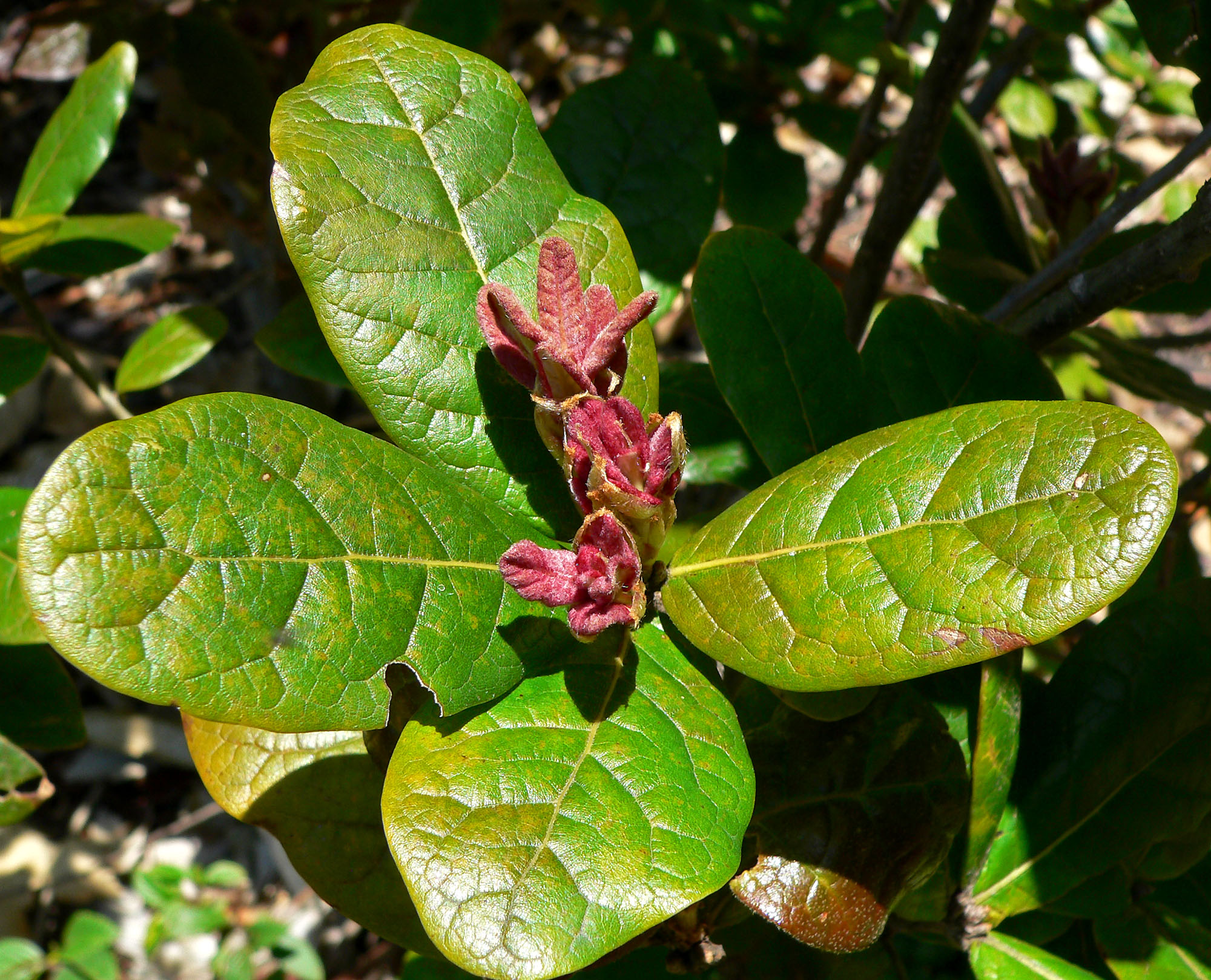